# Маркинью
Марки́нью (порт. Marquinho) — муниципалитет в Бразилии, входит в штат Парана. Составная часть мезорегиона Юго-центральная часть штата Парана. Входит в экономико-статистический микрорегион Гуарапуава. Население составляет 5617 человек на 2006 год. Занимает площадь 511,147 км². Плотность населения — 11,0 чел./км².

## Статистика
- Валовой внутренний продукт на 2003 год составляет 38 511 138,00 реалов (данные: Бразильский институт географии и статистики).
- Валовой внутренний продукт на душу населения на 2003 год составляет 6833,06 реалов (данные: Бразильский институт географии и статистики).
- Индекс развития человеческого потенциала на 2000 год составляет 0,691 (данные: Программа развития ООН).